# Pachypodium lealii
Pachypodium lealii ist eine sukkulente Pflanzenart aus der Gattung Pachypodium in der Familie der Hundsgiftgewächse (Apocynaceae).

## Beschreibung
Pachypodium lealii wächst mit sehr unterschiedlicher Gestalt und erreicht Wuchshöhen von bis 6 Metern. Der silbergraue Stamm ist massiv verdickt und endet in warzigen Trieben. Es sind drei ausgebreitete Dornen vorhanden, von denen die seitlichen 2 bis 4 Zentimeter lang sind. Die glänzenden Laubblätter sind entlang der Triebe verteilt und an deren Spitze gehäufter. Die Blattspreite ist 1,5 bis 10 Zentimeter lang und 1,2 bis 4 Zentimeter breit. Ihre Ränder sind leicht gewellt.
Die weißen, präsentiertellerförmigen Blüten sitzen in kleinen Büscheln und sind 2,5 bis 4 Zentimeter lang. Ihre am Rand gewellten Kronzipfel sind 1,5 bis 2,5 Zentimeter lang. Die Früchte erreichen bei Durchmessern von 1 Zentimeter Durchmesser Längen von 7 bis 10 Zentimetern. Die darin enthaltenen 9 Millimeter großen Samen sind schmal eiförmig.

## Systematik und Verbreitung
Pachypodium lealii ist in Angola, Namibia, Simbabwe und Südafrika verbreitet. Die Erstbeschreibung erfolgte 1869 durch Friedrich Welwitsch. 
Es können folgende Unterarten unterschieden werden:
- Pachypodium lealii subsp. lealii
- Pachypodium lealii subsp. saundersii (N.E.Br.) G.D.Rowley. Sie wird von manchen Autoren auch als eigenständige Art angesehen: Pachypodium saundersii N.E. Br.

Die Unterart Pachypodium lealii subsp. lealii wächst aufrecht und ist großwüchsig. Ihre Blätter sind auf beiden Seiten fein filzig behaart. Die Unterart Pachypodium lealii subsp. saundersii wächst buschig bis niederliegend. Ihre Blätter sind im Vergleich mit Pachypodium lealii subsp. lealii weniger behaart und die Blüten etwas kleiner.

## Nachweise